# گایشتهال-زودینگبرگ

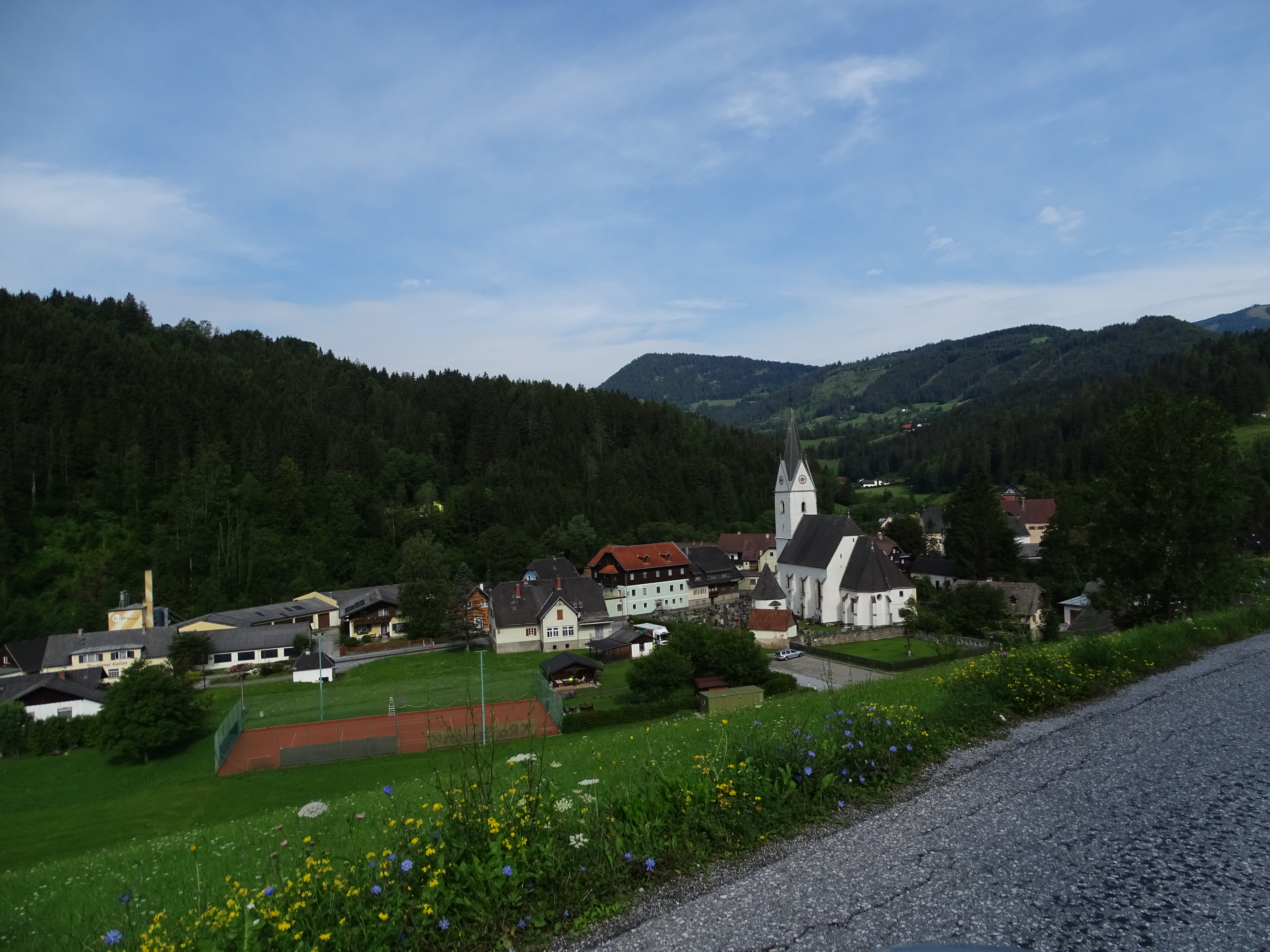
تصویری از فصل بهار در روستای گایشتهال-زودینگبرگ اتریش

گایشتهال-زودینگبرگ (به آلمانی: Geistthal-Södingberg) یک شهرستان در اتریش است که در ویتسبرگ واقع شده‌است. گایشتهال-زودینگبرگ ۵۲٫۶ کیلومتر مربع مساحت دارد.